# Punta Paloma

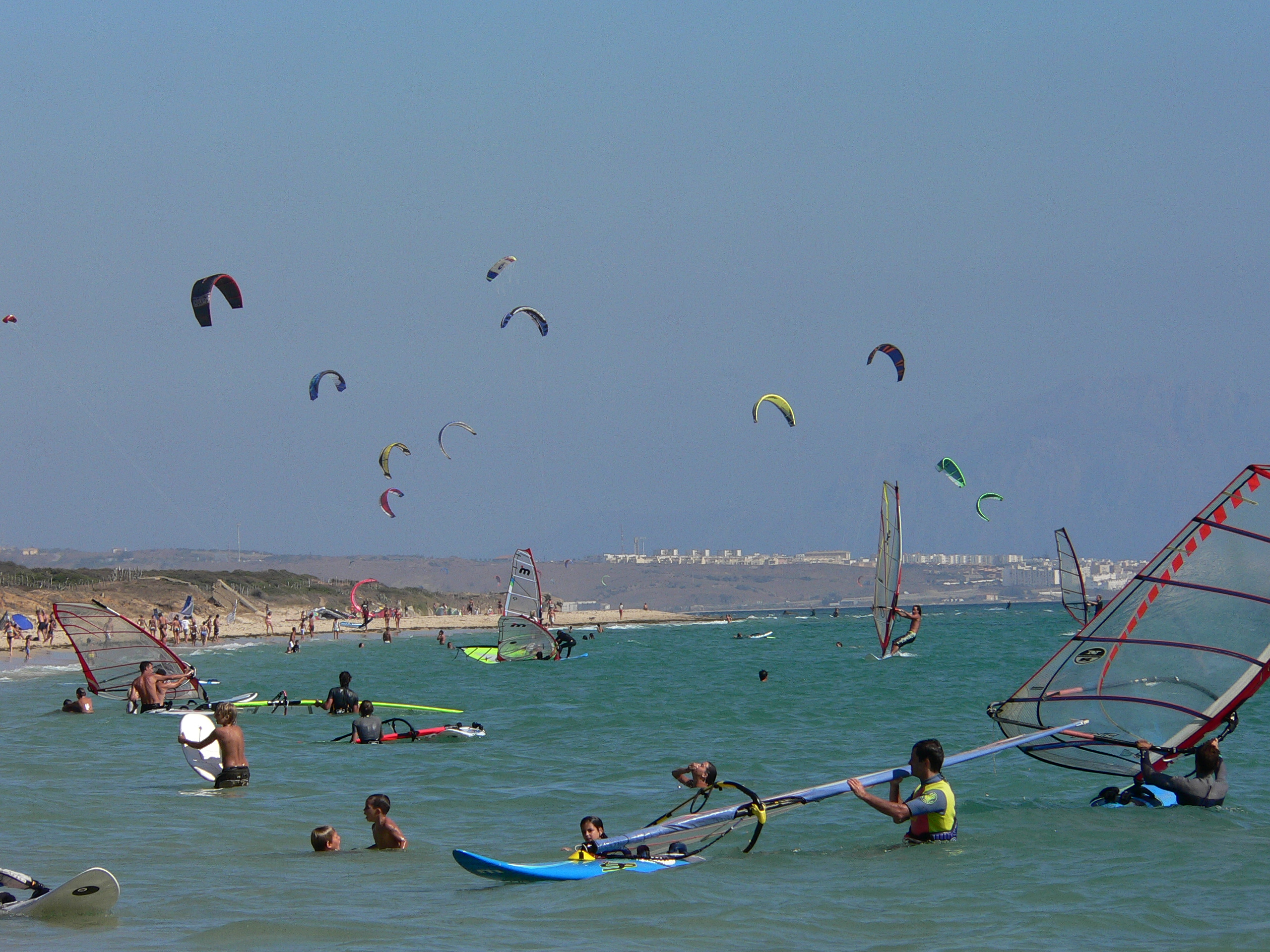
Kitesurfistas, windsurfistas e banhista em Punta Paloma.

Punta Paloma é um cabo localizado na enseada de Valdevaqueros, no termo municipal de Cadiz, Espanha. Faz parte das estratificações da loma de San Bartolomé, pertencente à serra da Prata. Respondendo assim mesmo ao topónimo de punta Paloma encontra-se na mesma zona uma praia, uma torre vigia e uma bateria de costa.

## Praia Punta Paloma
Estende-se ao pé de uma grande duna que se vai formando com ajuda dos ventos de levante que arrastam a areia da praia para poente, a partir de onde recebe o nome de praia de Valdevaqueros. O arenal é de grão fino e dourado. As vagas são moderadas. As edificações são de tipo rústico sem danificar demasiado a paisagem. Consta de serviços necessários como acampamento, estacionamentos e Cruz Vermelha.
As condições que apresenta esta praia são ótimas para os desportos de vela, kitesurf e windsurf, sendo no presente um dos lugares reconhecidos a escala mundial para os praticar. É também uma boa praia para veraneantes.
Mais ao oeste desta praia, encontram-se outras muito pequenas e isoladas onde se pratica o nudismo. Desde ponta Paloma pode-se visualizar claramente a costa de Marrocos.

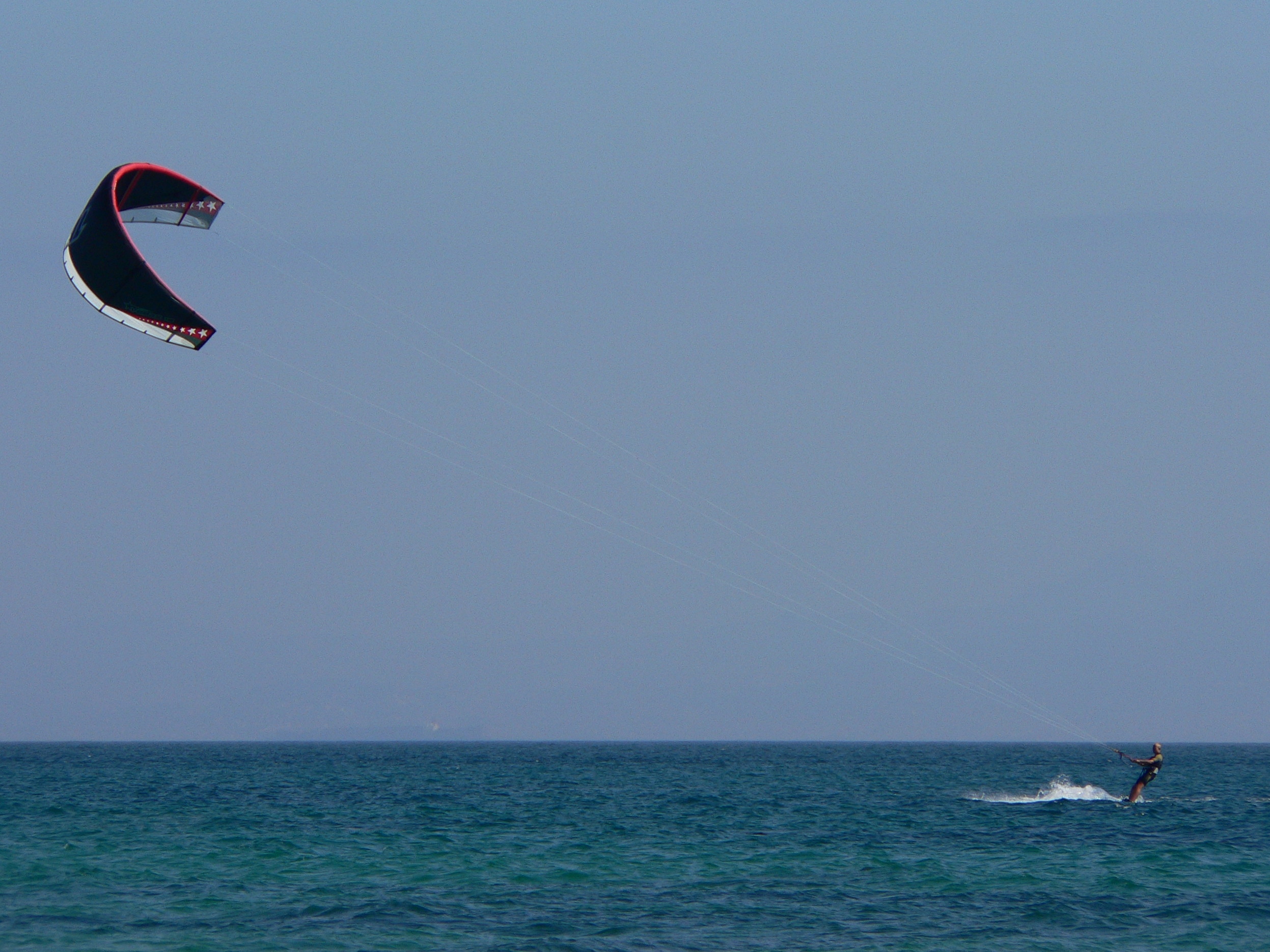
Kitesurfista
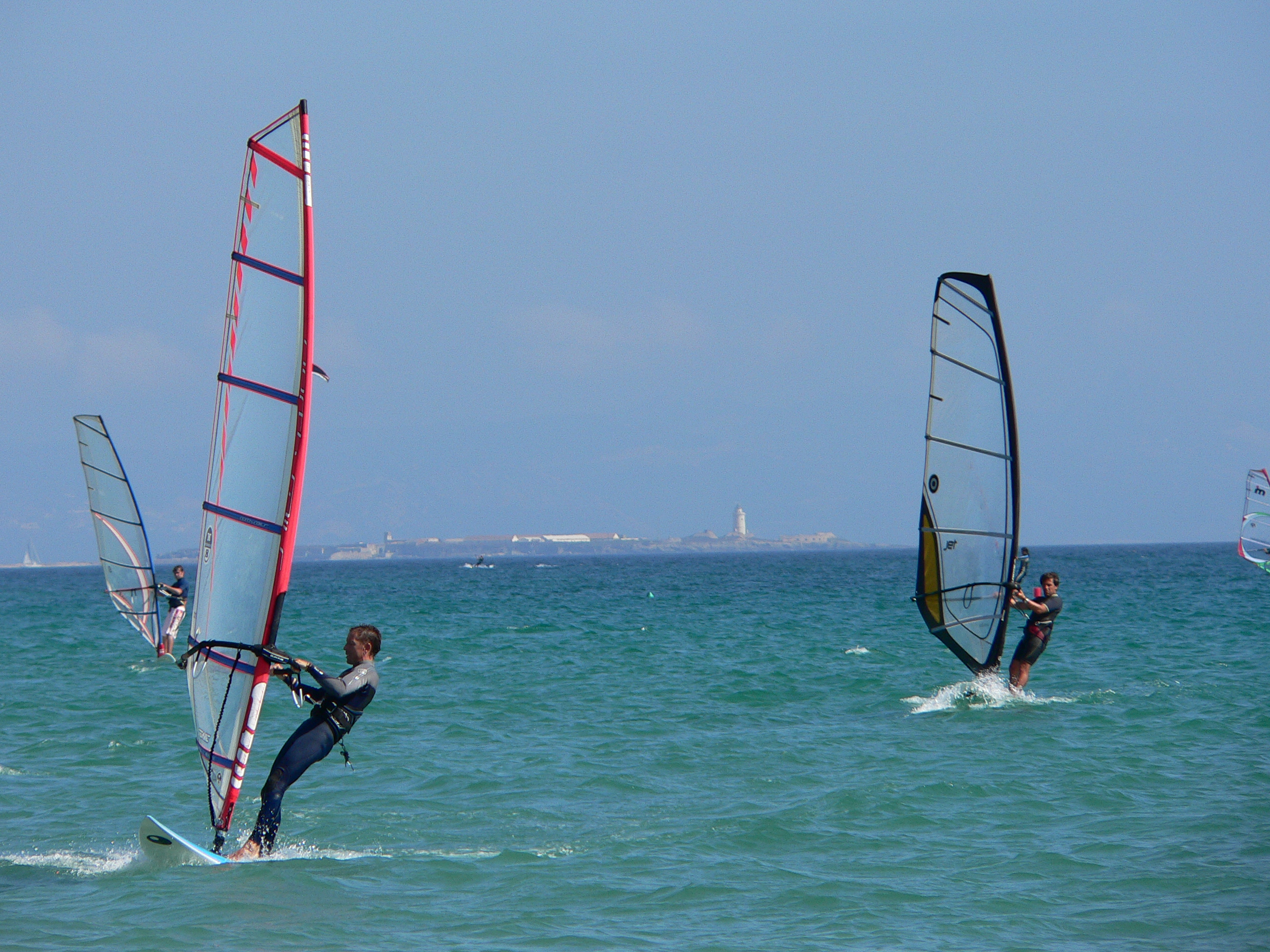
Windsurfistas
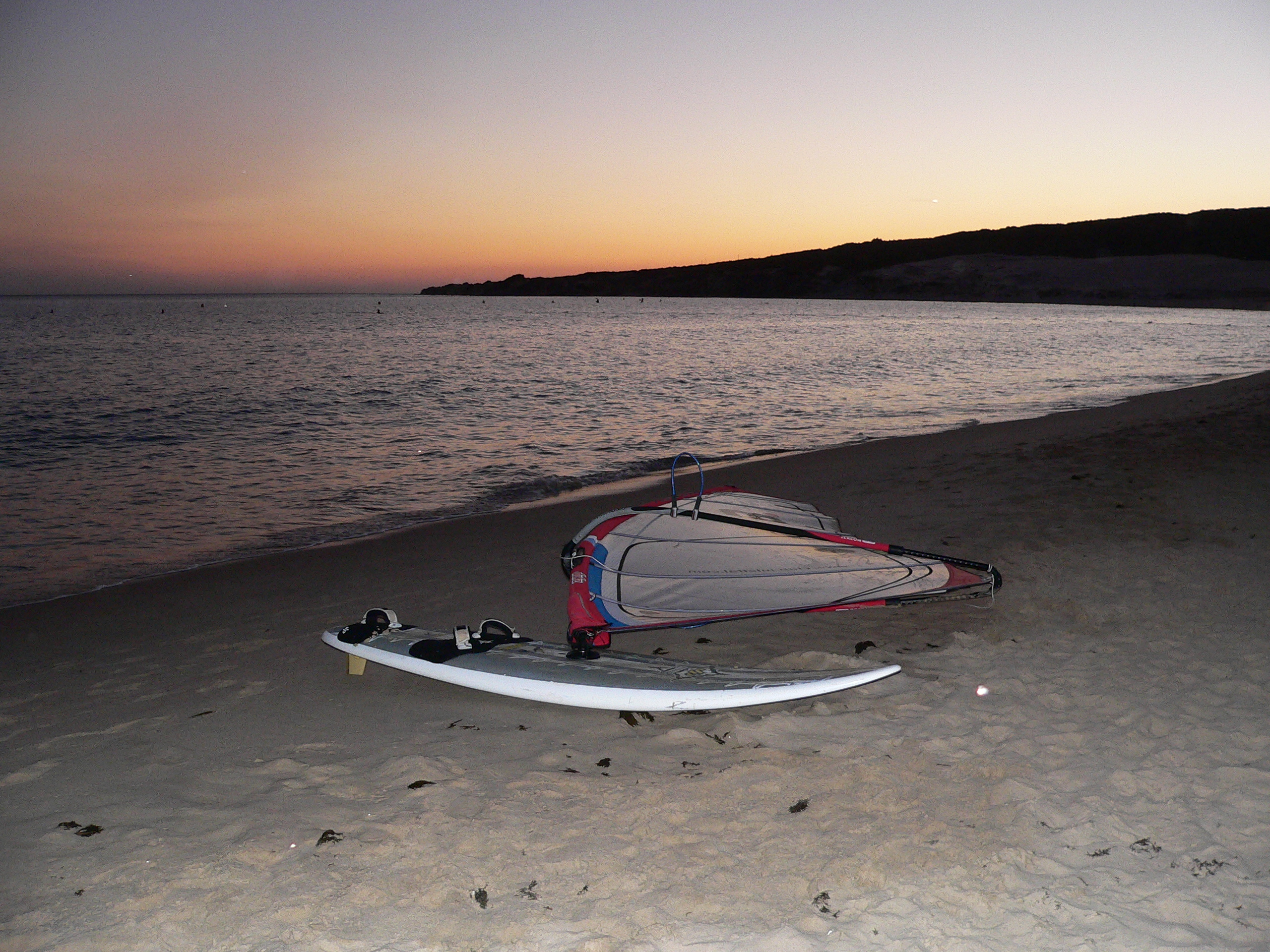
Entardecer

## Torre de Punta Paloma
Entre as enseadas de Bolonha e de Valdevaqueros existiu uma das torres de vigilância costeira características do litoral gaditano, mandadas construir por Felipe II no século XVI. Atualmente, dela fica só a lembrança, e alguns documentos que falam de sua existência. Num de 1823 se diz que Na Punta Paloma teve em outro tempo uma torre que ao fim se abandonou…  E em outro de 1826, No dia já não existem da torre nem suas ruínas…  No entanto, a cartografia vigente no século XIX faz referência aos topónimos Punta Paloma e Torre Pomba como enclaves geográficos existentes ainda que dita torre tinha deixado de existir muito tempo atrás. Acha-se que a insistêcia é pela lacuna de carabineiro que ocupou este mesmo lugar.

## Bateria de costa
Dominando as dunas e a praia encontra-se um monte com instalações militares subterrâneas que dominam o estreito de Gibraltar chamadas Paloma Alta. Trata-se de uma bateria de costa, um conjunto de três canhões organizados para disparar baixo o mesmo comando. O conjunto pertence ao exército espanhol e foi instalado no lugar com a contribuição dos meios técnicos mais avançados do momento.
Os canhões estão protegidos baixo uma capa de betão de 4 ou 5 metros de espessura e só sua boca assoma pela montanha. Abaixo estava o polvorin devidamente camuflado e enterrado. Num custado pôs-se em funcionamento um elevador. Estes canhões, de calibre 381/45, foram produzidos na fábrica Vickers na Inglaterra. A bateria completa, em princípio tinha que constar de 2 peças, mas após um acidente ocorrido no cano da primeira peça, se trouxeram duas das de Menorca (Favaritx) e após substituir a acidentada ficou a bateria com três canhões. Baterias de costa semelhantes podemos ver também no Ferrol, Cartagena e Mahón. Todas estão já inactivas e algumas são visitáveis. As de Ponta Pomba efetuaram seu último disparo em 2008.